# Älta (kommundel)
Älta är en av fyra kommundelar i Nacka kommun, Stockholms län med drygt 10 500 invånare. Kommundelen ligger i södra delen av kommunen och omfattar en del av Nacka distrikt. Kommundelen gränsar i norr till kommundelen Sicklaön, i öster till kommundelen Saltsjöbaden/Fisksätra, i söder till Tyresö kommun och i väster till Stockholms kommun. Inom kommundelen ligger orten Älta med huvuddelen av befolkningen.